# Bogdan Mustață (fotbalist)
Bogdan Mustață (n. 28 iulie 1990, București, România) este un fotbalist român.